# دنگ وی‌یون
دنگ وی‌یون (انگلیسی: Deng Weiyun؛ زادهٔ ۱۱ مارس ۱۹۹۶)  تیرانداز زن اهل چین است. وی در بازی‌های المپیک تابستانی ۲۰۲۰ حضور داشته‌است.